# 9372 Vamlingbo
9372 Vamlingbo (1993 FK37) là một tiểu hành tinh vành đai chính.